# Veliki australski zaljev
Veliki australski zaljev je veliki otvoreni zaljev uz južnu obalu Australije.

## Pružanje
Postoje dva različita tumačenja krajnjih granica zaljeva, jedno Međunarodne hidrografske organizacije (IHO) a drugo od strane Australske hidrografske službe (AHS). Prema IHO-u, južna granica je od West Cape Howea u zapadnoj Australiji do South West Capea na Tasmaniji, a istočna od rt Otway do otoka King i rta Grim, krajnje sjeverozapadne točke Tasmanije. Prema AHS-u, zaljev je puno manji te su granice rtovi Pasley u zapadnoj i Carnot u južnoj Australiji.
Također, izvan Australije zaljev se smatra dijelom Indijskog oceana, dok je prema tumačenju Australske hidrografske službe dio Južnog oceana. 

## Povijest i istraživanja
Prvi Europljanin koji je otkrio zaljev bio je nizozemski navigator François Thijssen 1627. g. dok je plovio uz njegov zapadni rub. Obale je prvi kartirao Matthew Flinders 1802. godine, a kasnija istraživanja na kopnu provodio je engleski istraživač Edward John Eyre.

## Geografska obilježja
Zaljev je nastao prilikom odvajanja prakontinenta Gondvane od Antarktike prije otprilike 50 milijuna godina. Obalu karakteriziraju visoki i strmi klifovi visine do 60 metara. Ravnjak Nullarbor, koji se nalazi uz obalu zaljeva nekadašnje je morsko dno koje je izdignuto za vrijeme miocena. Vapnenačke je građe te na tom prostoru prevladava pustinjski i polupustinjska klima s malom količinom padalina te visokim stupnjem isparavanja.
Vode zaljeva obilježava visoka bioraznolikost, posebice fitoplanktona. Također je stanište dvije ugrožene vrste sisavca, kitova Eubalaena australis te australskog morskog lava.